# Ichneumon poplitaeus
Ichneumon poplitaeus är en stekelart som beskrevs av Geoffroy 1785. Ichneumon poplitaeus ingår i släktet Ichneumon och familjen brokparasitsteklar. Inga underarter finns listade i Catalogue of Life.